# Округ Таунер (Северна Дакота)
Таунер (енгл. Towner County) је округ у америчкој савезној држави Северна Дакота.

## Демографија
По попису из 2010. године број становника је 2.246, што је 630 (-21,9%) становника мање него 2000. године.
| Група             | 2000.         | 2010.         |
| Белци             | 2.797 (97,3%) | 2.165 (96,4%) |
| Афроамериканци    | 2 (0,1%)      | 2 (0,1%)      |
| Азијати           | 2 (0,1%)      | 1 (0,0%)      |
| Хиспаноамериканци | 5 (0,2%)      | 10 (0,4%)     |
| Укупно            | 2.876         | 2.246         |